# Sporsäckssvampar
Sporsäckssvampar (Ascomycota) är en mycket stor division av svampar som producerar sporer i ett mycket karakteristiskt, mikroskopiskt sporangium kallat sporsäck eller askus (ἀσκός askos är grekiska för "säck" eller "påse") vid sexuell reproduktion. År 1950 var 12 000 arter kända.[källa behövs], vilket utgjorde  ungefär en tredjedel av de nu cirka 30 000 kända svamparterna. Av de svamparter som ingår i lavar är de flesta (cirka 18 000 arter) sporsäcksvampar. Andra sporsäckssvampar innefattar jordtungor, skålsvampar och olika typer av mögel, såsom penselmögel och det fruktade släktet Aspergillus ("borstmögel") som orsakar aspergillos. Även tryfflar, murklor och vanlig jästsvamp (Saccharomyces cerevisiae) är exempel på sporsäcksvampar. Vanligen är sporsäckssvamparna saprotrofa, men det finns flera fall av parasiter.
Förutom några arter av jäst har sporsäckssvamparna ett rikt förgrenat mycelium med distinkta septa (ytterväggar). Hyfernas väggar består huvudsakligen av kitin, men ett eller två fall av arter med cellulosa i hyfväggarna har observerats.

## Förökning

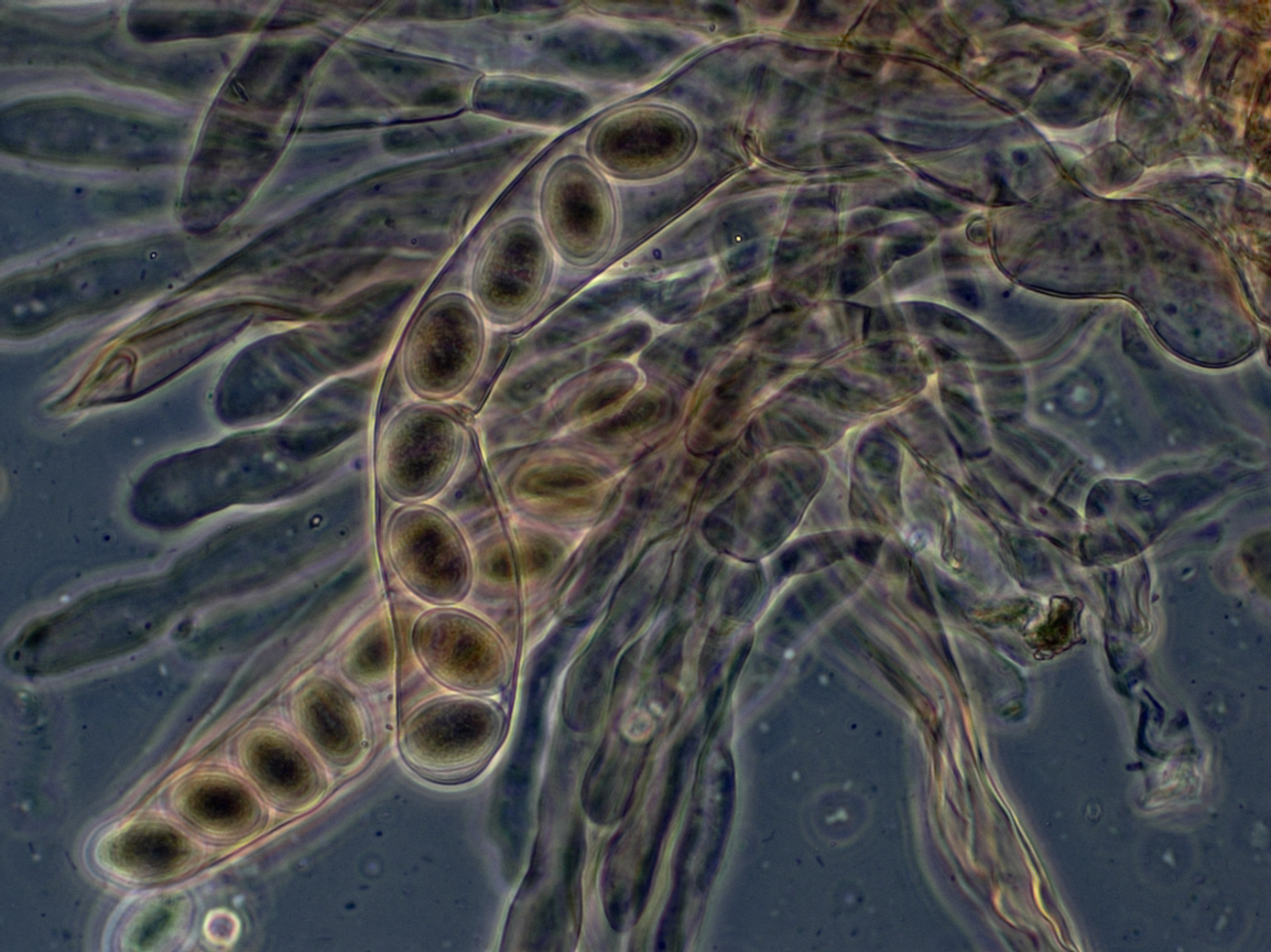
Asci från svampen Morchella elata

Sporsäckssvampar kan oftast föröka sig både asexuellt genom knoppning och sexuellt med sporer. Med undantag för hemiascomycetes (däribland den vanliga jästsvampen, som är encellig och förökar sig endast genom knoppning) har sporsäckssvamparna en särskild del av fruktkroppen som kallas hymenium. Hymeniet består förutom av sporsäckarna av sterila ändceller och sitter på olika ställen hos de olika ordningarna. Hos skålsvamparna kan man återfinna hymeniet i skålen och hos murklorna på hatten.
Normalt producerar sporsäckssvamparna ett mycket stort antal sporsäckar, som är samlade i hymeniet. Varje sporsäck innehåller oftast åtta sporer, men somliga arter har två, fyra eller i vissa fall flera hundra sporer per säck. I många fall har sporsäcken en öppning, som ibland är försedd med ett lock. Denna vidgas när sporerna är mogna och kan släppas ut.